# Paul Belmondo (pilote automobile)
 (novembre 2018).
Si vous disposez d'ouvrages ou d'articles de référence ou si vous connaissez des sites web de qualité traitant du thème abordé ici, merci de compléter l'article en donnant les références utiles à sa vérifiabilité et en les liant à la section « Notes et références ».
Pour les articles homonymes, voir Paul Belmondo (sculpteur) et Belmondo.
Paul Belmondo, né le 23 avril 1963 à Boulogne-Billancourt, est un acteur, coureur automobile français. Il est le petit-fils du sculpteur Paul Belmondo et le seul fils de l'acteur Jean-Paul Belmondo.

## Biographie

### Famille
Paul Belmondo est l'un des petits-fils du sculpteur du même nom (1898-1982) et le fils de l'acteur Jean-Paul Belmondo (1933-2021) et de la danseuse Élodie Constantin (1934-2024). Il a été marié de 1990 à 2024 à Luana Tenca, chroniqueuse culinaire télévisuelle, avec laquelle il a eu trois enfants : Alessandro, chef cuisinier (1991), Victor, acteur (1993) et Giacomo (1998). Il habitait à Vaucresson et à Antigua avec sa femme Luana et leurs fils.
Le 21 juin 2024, le magazine Voici annonce le divorce de Luana et Paul Belmondo.

### Sports automobiles

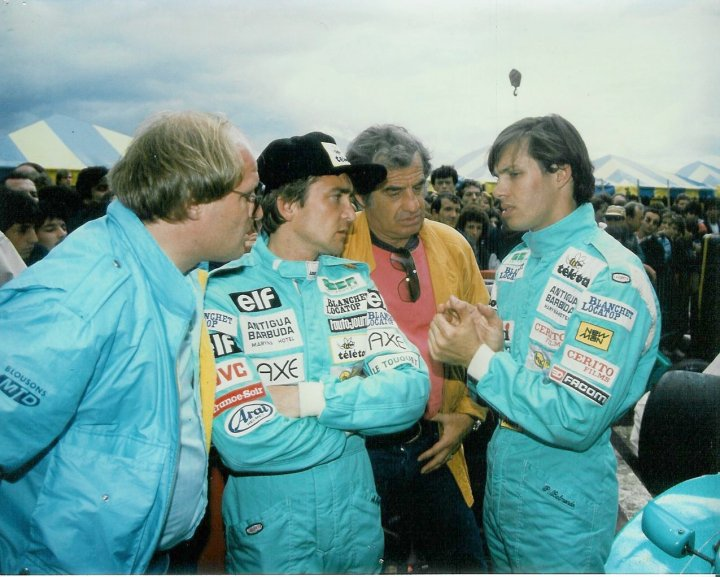
De d. à g., Paul Belmondo, son père Jean-Paul, Michel Trollé et Gilles Gaignault en F3000 dans les années 1980.

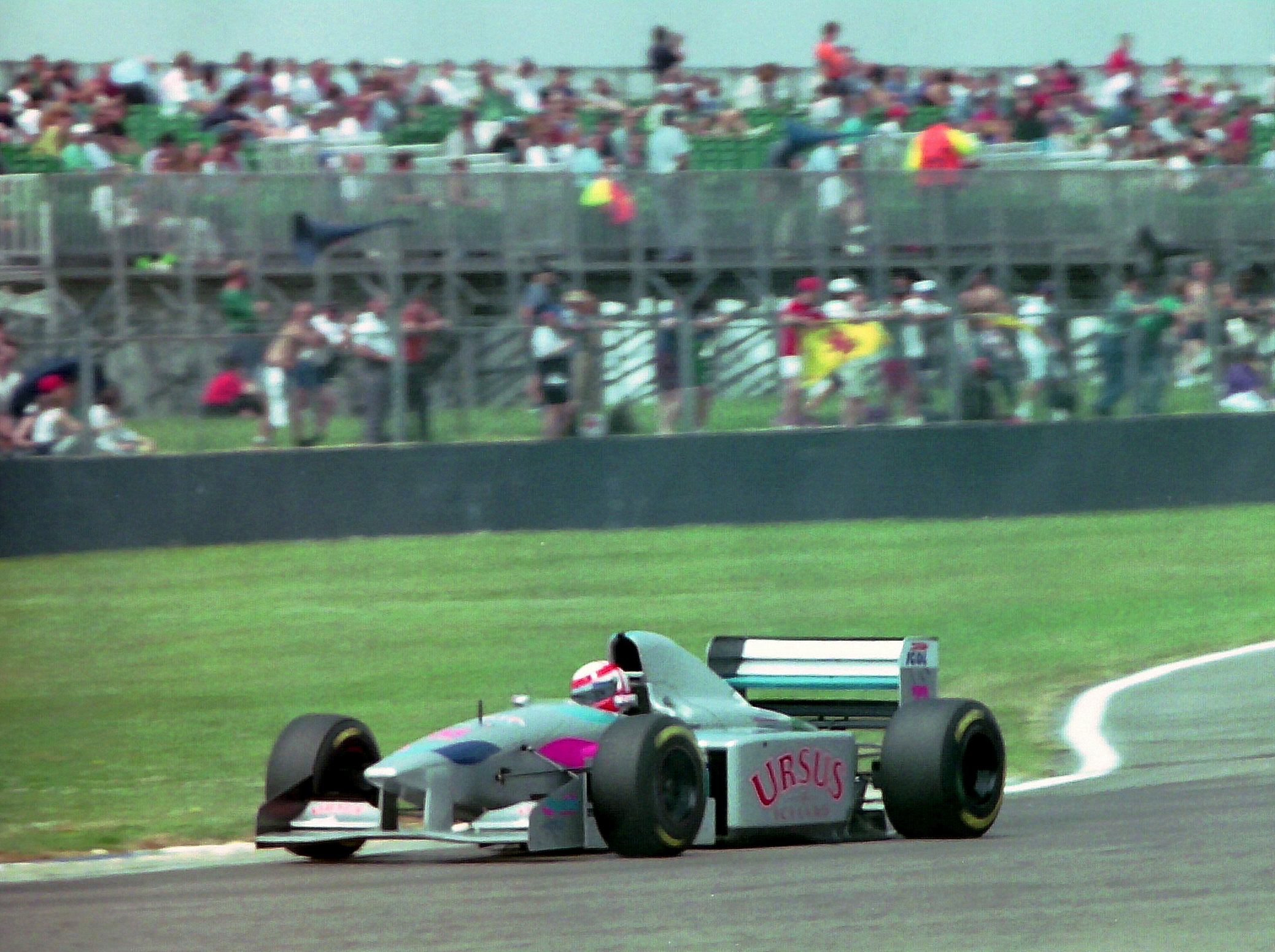
Paul Belmondo au volant de la Pacific lors des essais qualificatifs du Grand Prix de Grande-Bretagne 1994.

Après une courte carrière en Formule 1, il fonde sa propre écurie de voiture de course, le Paul Belmondo Racing, qui courut en FIA GT, en Le Mans Series et aux 24 Heures du Mans.
En tant que pilote, Paul Belmondo participe au championnat Le Mans Series qui ne compte que sept courses par an, ce qui lui laisse le temps de courir le Paris-Dakar en hiver et les 24 Heures du Mans en été et de participer à quelques films en tant qu'acteur.
Il apparaît sur la chaîne française InfoSport en tant que consultant et commente également les saisons de Superleague Formula et du Championnat du monde des rallyes sur Direct 8, au côté d'Alexandre Delperier. Entre 2011 et 2014, il commente les 24 Heures du Mans sur Eurosport. Depuis 2013, il est un consultant régulier dans l'émission Formula One, de Canal+. À partir de 2016, il rejoint la chaîne l'Équipe pour commenter les courses du Championnat du monde d'endurance FIA.

### Acteur

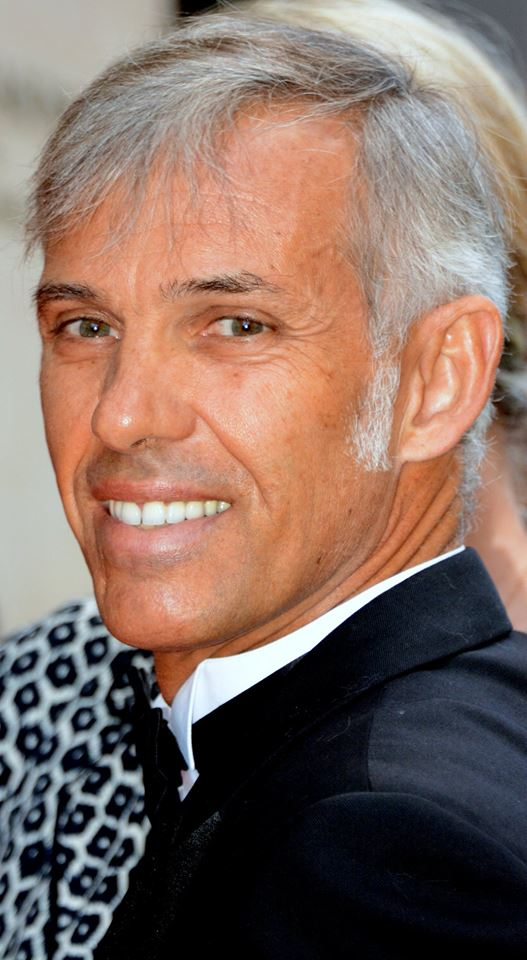
Paul Belmondo en 2018.

En 2009, il se produit au théâtre des Nouveautés à Paris, dans une comédie de Ray Cooney et Gene Stone, adaptée par Stewart Vaughan et Jean-Claude Islert : Un oreiller ou trois ? (Why Not Stay for Breakfast?) avec pour partenaire Delphine Depardieu.
En 2012, il poursuit sa carrière sur les planches en jouant dans la pièce Plus vraie que nature, avec Delphine Depardieu et Jean Martinez, au théâtre Comédie Bastille.

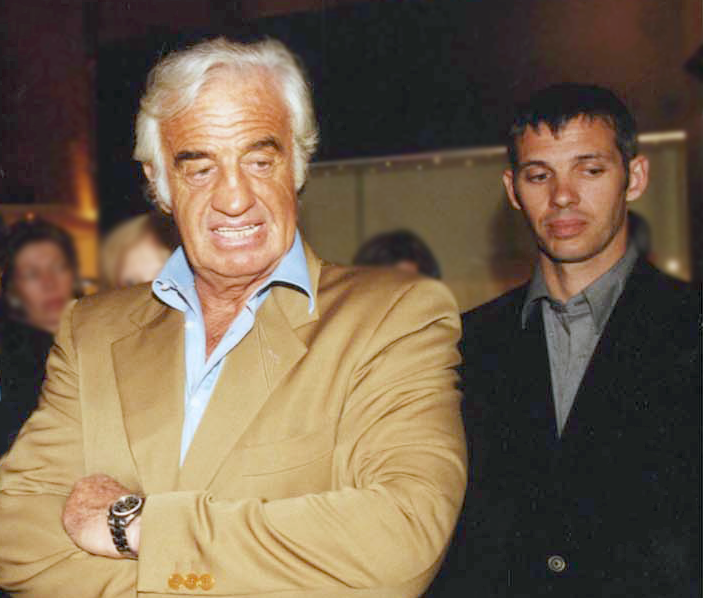
Paul et son père Jean-Paul Belmondo en 2000, à Toulouse.

En 2012, il figure dans un téléfilm diffusé par France 2, Médecin-chef à la Santé, avec Mathilde Seigner.
Il participe également à la cinquième saison de la version italienne de Koh-Lanta, L'isola dei famosi, série dans laquelle il est éliminé le 64e jour. L’émission est diffusée entre septembre et novembre 2007, période durant laquelle il a de graves problèmes de santé. Il est contraint de stopper l'émission et d'être évacué par hélicoptère.
Depuis 2012, Paul Belmondo est l'ambassadeur publicitaire de Chapal, une marque de cuir de luxe française dont il porte les blousons lors de ses apparitions publiques.

## Carrière automobile

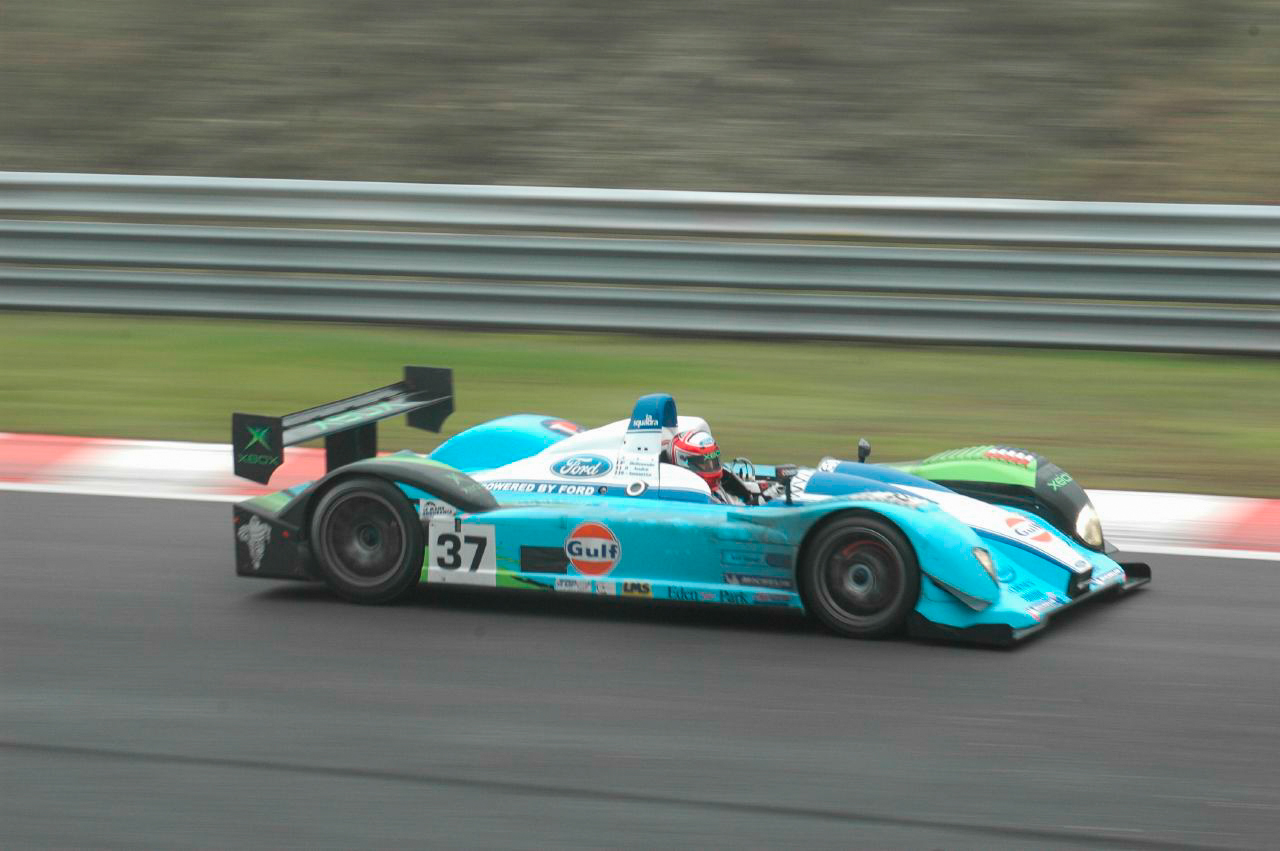
Paul Belmondo en 2005 lors des 1000 km de Spa.

- 1980 : début en compétition de karting vainqueur final du chalenge Yamaha 1981
- 1982 : vainqueur du Volant Elf sur le Circuit du Castellet.
- 1983 : Formule Renault, 3 podiums, vainqueur sur le circuit Bugatti au Mans
- 1984 : Formule 3, 3 podiums (Albi, Dijon, Pau)
- 1985 : Formule 3, 3 podiums, vainqueur à Albi
- 1986 : Formule 3
- 1987 : Formule 3000 avec l’écurie GDBA Motorsports (Gilles Gaignault-Driot-Blanchet-Arnoux)
- 1988 : Formule 3000 avec l’écurie Lola
- 1999 : Victoire aux 3 Heures de Homestead sur Chrysler Viper GTS-R avec Emmanuel Clérico en FIA GT (9e au championnat)

### Résultats en championnat du monde de Formule 1
- Meilleur résultat en course : 9e (Grand Prix de Hongrie 1992)
- Meilleur résultat en qualifications : 17e (Grand Prix de Hongrie 1992)
- Écuries :
  - 1991 : tests pour Lola/Ford
  - 1992 : March/Ilmor
  - 1993 : pilote-essayeur Benetton/Ford
  - 1994 : Pacific/Ilmor
  - 1995 : pilote-essayeur Pacific/Ford (il ne roulera pas de l'année faute de budget de son écurie)

| Saison | Écurie                 | Châssis | Moteur    | Pneus    | GP disputés | Points inscrits | Classement |
| ------ | ---------------------- | ------- | --------- | -------- | ----------- | --------------- | ---------- |
| 1992   | March F1               | CG911B  | Ilmor V10 | Goodyear | 5           | 0               | n.c.       |
| 1994   | Pacific Grand Prix Ltd | PR01    | Ilmor V10 | Goodyear | 2           | 0               | n.c.       |

| Année | Écurie             | Châssis      | Moteur    | 1        | 2        | 3        | 4        | 5        | 6        | 7        | 8        | 9        | 10       | 11       | 12       | 13       | 14       | 15       | 16       | Classement | Points |
| ----- | ------------------ | ------------ | --------- | -------- | -------- | -------- | -------- | -------- | -------- | -------- | -------- | -------- | -------- | -------- | -------- | -------- | -------- | -------- | -------- | ---------- | ------ |
| 1992  | March F1           | March CG911  | Ilmor V10 | RSA n.q. | MEX n.q. | BRÉ n.q. | ESP 12   | SMR 13   | MON n.q. | CAN 14   | FRA n.q. | GBR n.q. | ALL 13   | HON 9    | BEL      | ITA      | POR      | JAP      | AUS      | NC         | 0      |
| 1994  | Pacific Grand Prix | Pacific PR01 | Ilmor V10 | BRÉ n.q. | PAC n.q. | SMR n.q. | MON Abd. | ESP Abd. | CAN n.q. | FRA n.q. | GBR n.q. | ALL n.q. | HON n.q. | BEL n.q. | ITA n.q. | POR n.q. | EUR n.q. | JAP n.q. | AUS n.q. | NC         | 0      |

### Trophée Andros
- 1993 sur Mega, 3e des 24 Heures de Chamonix avec Bernard Darniche
- 1994 sur Opel
- 1995 sur Peugeot
- 2009 retour sur Škoda Fabia
- 2010 sur Škoda Fabia

### Résultats auRallye Dakar
- 1990 sur Toyota assistance pour Kawasaki : abandon
- 1991 sur Nissan Dessoude : abandon
- 1992 sur Nissan Dessoude : abandon
- 1997 sur Chevrolet : abandon
- 2001 sur Toyota : vainqueur du Trophy et premier en T2 Diesel
- 2003 sur Nissan : 20e au général et 2e en T1
- 2004 sur Nissan Pathfinder : abandon
- 2005 sur Nissan X-Trail : abandon
- 2006 sur Nissan : abandon
- 2007 sur Nissan : 2e en T1 Essence

### Résultats aux24 heures du Mans
- 1985 sur Porsche 956 : abandon avec Mauricio de Narváez et Kenper Miller
- 1987 sur Porsche 962C : abandon avec Michel Trollé et Pierre de Thoisy
- 1988 sur Cougar C22-Porsche : abandon avec François Migault et Ukyo Katayama
- 1989 sur Porsche 962C : abandon avec Jürgen Lässig et Pierre Yver
- 1993 sur Jaguar XJ 220C : abandon avec Jay Cochran et Andreas Fuchs
- 1994 sur Venturi : non qualifié
- 1995 sur Venturi 600 LM : Non classé avec Jean-Marc Gounon et Arnaud Trévisol
- 1996 sur Ferrari F40 GTE : abandon avec Jean-Marc Gounon et Éric Bernard
- 1999 sur Chrysler Viper GTS-R : 17e au général et 6e en LM GTS avec Tiago Monteiro et Marc Rostan
- 2001 sur Chrysler Viper GTS-R : a disputé les essais préliminaires
- 2004 sur Courage C65 : abandon avec Claude-Yves Gosselin et Marco Saviozzi
- 2005 sur Courage C65 : 22e au général et 3e en LMP2 avec Rick Sutherland et Didier André

## Filmographie
- 1988, Itinéraire d'un enfant gâté de Claude Lelouch : Sam à 20 ans
- 1995, Les Misérables de Claude Lelouch : Léopold alias Henri Fortin fils (1918)
- 2002, Ma femme s'appelle Maurice de Jean-Marie Poiré : un vendeur automobile
- 2004, L'Espoir de Vincent Vesco (court métrage)
- 2004, Vivre ! d'Alain Carville
- 2004, Journée rouge de Philippe Rouquier
- 2004, Les Mythes urbains de Dominic Bachy et Hector Bujia
- 2004, Rue des sans-papiers d'Alain Carville
- 2006, Commissaire Moulin, police judiciaire d'Yves Rénier (saison 8 épisode 9 - La dernière affaire) : Hayère
- 2009 Enquête réservées 2 épisodes France 3
- 2011, Beur sur la ville de Djamel Bensalah : Lieutenant Liotey
- 2011, Le Mythe de la sirène, un documentaire de Nina Barbier sur le tournage du film La Sirène du Mississipi[4]
- 2012, La Victoire au bout du bâton de Jean-Michel Verner (téléfilm) : Djeff
- 2012, Médecin-chef à la Santé d'Yves Rénier (téléfilm) : Brismontier
- 2025, Demain nous appartient (série télévisée) : Henri Julliard[5]

## Théâtre
- 2009 : Traitement de choc, mise en scène de son cousin Olivier Belmondo, avec Delphine Depardieu, Théâtre du Monte-Charge Avignon
- 2009 : Un oreiller ou trois, mise en scène d’Olivier Belmondo, avec Delphine Depardieu, Théâtre des nouveautés
- 2012 : Plus vraie que nature de Martial Courcier, mise en scène de Raphaëlle Cambray, avec Delphine Depardieu et Jean Martinez, au théâtre Comédie Bastille
- 2012 :Ménage à Trois de Roberto de Roberto Traverso avec Delphine Depardieu , Aphrpdite de Lorraine Teatro Franco Parenti Milan
- 2016 : Ma mère est un panda de Willy Liechty, mise en scène de Didier Brengarth, en tournée.
- 2021 - 2023 : Boeing Boeing de Marc Camoletti, mise en scène Philippe Hersen, en tournée
- 2024-2024 : Papasss de  Nadège Meziat, mise en scène Christian Vadim, théâtre Tête d'Or et tournée
- 2025 : Complétement space de Willy Liechty et Marie-Laure Descoureaux, mise en scène Jean-Philippe Azéma, tournée et théâtre Tête d'Or

## Journalisme
Depuis 2013, il est le rédacteur en chef de Car Life Magazine, un magazine bimestriel.